# Si te vas (Álvaro Soler)
Si te vas è un singolo del cantautore spagnolo Álvaro Soler, pubblicato il 21 maggio 2021 come secondo estratto dal terzo album in studio Magia.

## Video musicale
Il video è stato pubblicato in concomitanza dell'uscita del singolo attraverso il canale YouTube del cantautore.